# Citroentje met suiker (televisieserie)
Citroentje met suiker was de titel van een komedieserie die van 1972 tot 1974 maandelijks werd uitgezonden door de KRO, geschreven door Eli Asser met in het eerste seizoen muziek van Joop Stokkermans, en in het tweede seizoen muziek van Joop Stokkermans en Ruud Bos. De regie lag in handen van Bram van Erkel, die na drie afleveringen wegens tegenvallend succes werd vervangen door John van de Rest, die op zijn beurt halverwege de tweede serie weer werd vervangen door Bob Rooyens. De serie speelde in een Amsterdams café met de naam "De Kip Met Gouden Eieren". Het diende als opvolger van 't Schaep met de 5 pooten.

## Productie
Het was producent Joop van den Ende niet gelukt om de rechten op de originele serie van regisseur Joes Odufré te bemachtigen en ook wilde Harry Bannink niet meewerken als componist. In plaats van Bannink werd in het eerste seizoen Joop Stokkermans aangetrokken en in het tweede seizoen was er muziek van Stokkermans en Ruud Bos samen. De hoofdrollen zouden weer voor het trio Leen Jongewaard, Piet Römer en Adèle Bloemendaal zijn. Römer speelde de cafébaas Mees Goedkoop, Bloemendaal eigenaresse Toos Goedkoop-Palfrenier (echtgenote van Mees) van de naastgelegen kapsalon en Jongewaard haar broer Manie Palfrenier, die een pasfotozaakje in de kapsalon had. Verder speelde Lex Goudsmit mee als Akkie Palfrenier, de vader van Toos en Manie. De serie zou in 1971 al starten maar werd uitgesteld omdat Bloemendaal ziek was. Later wilde Bloemendaal niet meer meespelen wegens het ontbreken van Rob Touber als regisseur, die zich teruggetrokken had wegens een meningsverschil met Joop van den Ende over een vorig programma met Bloemendaal en Jongewaard dat hij geregisseerd had. Er was nu een probleem voor het script. De oplossing werd erin gevonden om het personage Toos gelijk al de serie in te schrijven als zijnde vertrokken naar Spanje, met een open vraag of en wanneer zij terug zou keren. De serie werd lauw  en werd meteen vergeleken met 't Schaep met de 5 pooten en werd al snel bestempeld als een matige variant op die serie. De liedjes werden geen hits, wat met enkele nummers uit 't Schaep wel was gebeurd. Met name Adèle Bloemendaal werd door de kijkers en critici gemist. Aan het eind van het eerste seizoen werd bekend dat de problemen rond de medewerking van Bloemendaal uit de wereld waren en zij zou in het tweede seizoen gaan meespelen. 
Zowel het eerste als het tweede seizoen bevatte acht afleveringen. Het tweede seizoen was wat anders van opzet dan het eerste; Bloemendaal pakte haar rol als Toos op en de hoofdfiguren woonden nu samen in een huis. Eli Asser was in de VS geweest en had daar inspiratie opgedaan uit Amerikaanse series. De scènes speelden nu voornamelijk in de huiskamer en niet meer in het naastgelegen café. De cafésfeer verdween en de dialogen gingen meer over actuele gebeurtenissen  en dialogen tussen twee echtparen. De liedjes werden niet meer geïntegreerd in de scènes maar als losstaand item opgenomen, met aankondiging en titel in beeld. Deze tweede serie had meer succes dan de eerste. 
Aan het eind van het tweede seizoen liet Jongewaard weten in eigen beheer een toneelproductie te willen gaan maken. Zijn rol zou overgenomen gaan worden door Ko van Dijk jr. Jongewaard bedacht zich later echter toch toen zijn wens niet haalbaar bleek, waardoor hij in derde seizoen toch opnieuw de rol oppakte. Piet Römer en Elsje de Wijn stapten na problemen achter de schermen wel uit de serie. 
In het derde seizoen besloot Asser om wederom een draai aan de serie te geven: hij had genoeg van het schrijven van volkse dialogen in plat-Amsterdams, hij wilde de personages in een totaal andere omgeving zetten en werken met andere thema's. De stijl werd absurdistischer. Hij liet voor het derde seizoen de hoofdpersonen een villa in het Gooi erven. Hun namen werden veranderd naar Tosca, Manuel en Arthur. Gelijk vanaf het begin van seizoen drie woonden zij daar al en stichtten met drs. Sicco Vogel (Ko van Dijk jr.), de heer die nog in de villa woonde, "Stichting Durmazon" (afkorting voor Dur Mag Zoveel Niet). Dit was een organisatie die zich inliet met oplichting en bedrog, dat uiteindelijk altijd mislukte. De titel van de serie werd vanaf aflevering drie veranderd in "Stichting Durmazon". Dit surrealistische geheel sloeg niet aan bij het kijkerspubliek; de afleveringen misten herkenbaarheid en verhaallijnen waren te bizar voor het doorsnee publiek. In april 1975 werd besloten te stoppen met de serie en bleek de op 20 april uitgezonden aflevering gelijk de laatste te zijn geweest.

## Rolverdeling
| Personage                       | Acteur/actrice      |
| ------------------------------- | ------------------- |
| Mees Goedkoop                   | Piet Römer          |
| Toos Goedkoop-Palfrenier        | Adèle Bloemendaal   |
| Manie Palfrenier                | Leen Jongewaard     |
| Akkie Palfrenier                | Lex Goudsmit        |
| Sjeenie                         | Elsje de Wijn       |
| Tilly Zekereplaats              | Ronny Bierman       |
| Klaas Goedkoop                  | Han Römer           |
| Linda Baljuw                    | Mieke Bos           |
| assistent Boebie Leeflang       | Rob de Nijs         |
| herenkapper 'Bloempotten' Leo   | Cor Witschge        |
| trambestuurder Thijs van Vliet  | Ben Hulsman         |
| Nelis de brugwachter            | Joop Doderer        |
| bloemenverkoper Vossie          | Wim de Meyer        |
| loodgieter Thomas               | Johan Sirag         |
| huisschilder Henkie             | Fred Perrier        |
| tante Alie 'Breipatroon' Copijn | Truce Speyck        |
| Micha Jongbloed                 | Paul Meijer         |
| Joep Plomper                    | Gerard Cox          |
| journalist meneer Lapsus        | Frans Kokshoorn     |
| Peter de postbesteller          | Peter Post          |
| accordeonist                    | Johnny Meijer       |
| aannemer Krijnen                | John Kraaijkamp sr. |

## Hoorspel
In 2009 produceert de KRO een hoorspelserie, getiteld "Citroentje met suiker", geïnspireerd op het oorspronkelijke idee van Eli Asser, maar nu met scripts van Manon Spierenburg, Titia Rieter, Jan Veldman en Dick van den Heuvel, geregisseerd door Olaf Wijnants en Doreth Matheeuwsen.

### Rolverdeling
| Personage                                                                    | Acteur/actrice        |
| ---------------------------------------------------------------------------- | --------------------- |
| Mees Goedkoop                                                                | Rob van de Meeberg    |
| Toos                                                                         | Marjolein Algera      |
| Akkie Palfrenier                                                             | Frits Lambrechts      |
| Tante Alie                                                                   | Bea Meulman           |
| Manie Palfrenier                                                             | Reinder van der Naalt |
| Leo Bloempot                                                                 | Harry Slinger         |
| David                                                                        | Paul Boereboom        |
| Annemarie van Woerden (voorzitster van amateurtoneelvereniging Ons genoegen) | Edna Kalb             |

## Afleveringen en liedjes

### Seizoen 1
| Aflevering | Uitzenddatum     | Titel                          | Liedjes                                                                                                 |
| ---------- | ---------------- | ------------------------------ | --- |
| 1          | 6 oktober 1972   | Meegaan met je tijd            | Neem nooit je schoonvader in de zaak / Geen ervaring / Meegaan met je tijd                              |
| 2          | 3 november 1972  | Je mottermee leren leven, man! | Inpakken en wegwezen / Lekker badje / Je mottermee leren leven, man!                                    |
| 3          | 1 december 1972  | Een mens heeft liefde nodig    | Manie / Châteaubriand à la Béarnaise / Amsterdam, je kan zeggen wat je wil                              |
| 4          | 29 december 1972 | Nee heb je, ja kan je krijgen  | Nee heb je, ja kan je krijgen / Met negen huishoudens op één trap / Daar breng je ze nou voor groot (I) |
| 5          | 26 januari 1973  | De man met de bontkraag        | Sjeenie / Ach, de mens op deze aarde / 't Is te gek!                                                    |
| 6          | 11 maart 1973    | Leve de operette!              | Het eerste glas (I) / Een mens is zo oud als hij zich voelt / Het eerste glas (II)                      |
| 7          | 8 april 1973     | Het is allemaal maar show      | Het lot van een oude bediende / Als jij bij de kapper vandaan komt / Het is allemaal maar show          |
| 8          | 6 mei 1973       | Wereld, wij komen eraan!       | Wereld, wij komen eraan! / Daar breng je ze nou voor groot (II) / Planneplanneplanplanplan!             |

### Seizoen 2
| Aflevering | Uitzenddatum     | Titel                             | Liedjes                                                            |
| ---------- | ---------------- | --------------------------------- | ------------------------------------------------------------------ |
| 1          | 21 oktober 1973  | Vijf schertsfiguren onder één dak | Kleurentelevisie / Gezelligheid                                    |
| 2          | 18 november 1973 | De siamees van tante Trees        | Poes / Hein                                                        |
| 3          | 25 december 1973 | Een witte kerst                   | Witte kerst / Eventjes / Drummer boy                               |
| 4          | 13 januari 1974  | Inflatie                          | Drama / Geld / Vader                                               |
| 5          | 10 februari 1974 | Er mag zoveel niet                | Er mag zoveel niet / Emancipatie                                   |
| 6          | 10 maart 1974    | -                                 | Speel nog eens op je mondharmonica / De flipperautomaat / Jaloezie |
| 7          | 7 april 1974     | Stress                            | Stress / Steun de kleine zelfstandige / Het is een zegen           |
| 8          | 5 mei 1974       | -                                 | Citroentje met suiker                                              |

### Seizoen 3 (vanaf aflevering 3 als 'De Stichting Durmazon presenteert: Dur Mag Zoveel Niet')
| Aflevering | Uitzenddatum     | Titel                                    | Liedjes                                                                                          |
| ---------- | ---------------- | ---------------------------------------- | ------------------------------------------------------------------------------------------------ |
| 1          | 26 oktober 1974  | De zaak van het calvinistische kerkorgel | De immoraliteit / Ik zeg nooit meer u / Ergens staat een heel oud kerkje                         |
| 2          | 23 november 1974 | Simon de schilderijensnijder             | Wat is het heerlijk om buiten te wonen / Vervuld van blinde woede / Een moeder blijft een moeder |
| 3          | 21 december 1974 | DUR MAg ZOveel Niet                      | Als twee druppels water / Cuba Libre                                                             |
| 4          | 26 januari 1975  | De olifant was de moordenaar             | Wintersport / Spionnen                                                                           |
| 5          | 23 februari 1975 | De ochtend na de vorige nacht            | In 't Gooi, Gooi, Gooi / De meisjes uit de salon van tante Trees                                 |
| 6          | 23 maart 1975    | De grote brandnetelzwendel               | Ik kom in de krant / Dur mag zoveel niet                                                         |
| 7          | 20 april 1975    | De man met de thermische lans            | In de lente / Als ik maar weer zorgen kan                                                        |

### Hoorspel
Dit werd uitgezonden van 23 maart tot 25 december 2009.
| Aflevering | Uitzendweek | Aflevering titel          | Liedjes                                     |
| ---------- | ----------- | ------------------------- | ------------------------------------------- |
| 1          | Week 13     | Menage a troís            | -                                           |
| 2          | Week 14     | Aaibaar                   | Aaibaar (Toos)                              |
| 3          | Week 15     | De Wesp                   | -                                           |
| 4          | Week 16     | Lente In Twente           | -                                           |
| 5          | Week 17     | Groeiende Cellen          | -                                           |
| 6          | Week 18     | Oranjebitter              | 't Wordt Een Feessie, Koningin! (Akkie)     |
| 7          | Week 19     | Spoken                    | -                                           |
| 8          | Week 20     | 'n Vrouw Voor De Prof     | -                                           |
| 9          | Week 21     | Waterzucht & Bruidstranen | -                                           |
| 10         | Week 22     | Alles Voor De Film        | -                                           |
| 11         | Week 23     | The Thrill Is Gone        | -                                           |
| 12         | Week 24     | Onderbuikgevoelens        | -                                           |
| 13         | Week 25     | Het Kuuroord              | -                                           |
| 14         | Week 26     | Huiselijk Geluk           | -                                           |
| 15         | Week 27     | Goedkoop Is Duurkoop      | Verbouwen (Toos)                            |
| 16         | Week 36     | Zij Aan Zij Aan Zee       | -                                           |
| 17         | Week 37     | Voorkomen Is Beter        | -                                           |
| 18         | Week 39     | Zo Oud Als Je Je Voelt    | Ware Schoonheid Zit Van Binnen (Allen)      |
| 19         | Week 40     | In De Hoofdrol            | -                                           |
| 20         | Week 41     | Charissa                  | -                                           |
| 21         | Week 42     | Voetjes Van De Vloer      | Pa (Leo Bloempot)                           |
| 22         | Week 43     | De Piano                  | -                                           |
| 23         | Week 44     | Schoolplein               | -                                           |
| 24         | Week 46     | Taal Is Een Mooi Ding     | Mijn Talent (Mees)                          |
| 25         | Week 47     | Werknemer Van De Maand    | -                                           |
| 26         | Week 48     | Jan De Man                | -                                           |
| 27         | Week 49     | Sinterklaas               | -                                           |
| 28         | Week 50     | No Future                 | Vandaag & Alleen Vandaag (Mees & Toos)      |
| 29         | Week 51     | Uit De Kast               | -                                           |
| 30         | Week 52     | Witte Kerst               | Wat Doen We Met Vader Met De Kerst? (Allen) |